# Орландо, Витторио Эмануэле
Витто́рио Эмануэле Орла́ндо (итал. Vittorio Emanuele Orlando; 19 мая 1860, Палермо — 1 декабря 1952, Рим) — итальянский политик, Председатель Совета министров Италии в 1917—1919 годах.

## Биография
Родился в Палермо, во время вторжения Гарибальди, в семье землевладельца, назвавшего сына в честь короля Сардинии Виктора Эммануила II.
После получения юридического образования в Палермитанском университете был в 1897 избран в Палату депутатов как либерал от округа Партинико и сотрудничал в парламенте с Джованни Джолитти.
В 1903—1905 годах в кабинете Джолитти Орландо был министром образования, а в 1907—1909 и 1914—1916 годах — министром юстиции. 
В 1916 году Орландо, бывший решительным сторонником участия Италии в Первой мировой войне на стороне Антанты и послевоенного расширения владений Италии за счёт Далмации, занял пост министра внутренних дел. 
В октябре 1917 года поражение итальянской армии при Капоретто привело к отставке премьер-министра Паоло Бозелли, и Орландо был приглашён сформировать новый коалиционный кабинет.
После победы Италии и её союзников Орландо представил в 1919 году страну на Парижской мирной конференции в качестве одного из лидеров «Большой четвёрки», однако его незнание английского языка поставило Орландо в зависимость от своего министра иностранных дел Сиднея Соннино. Кроме того, требования Орландо присоединить Далмацию к Италии встретили противодействие со стороны Соннино и президента США Вудро Вильсона, поддерживавшего право народов Австро-Венгрии на самоопределение.
23 июня 1919 года, за несколько недель до подписания договора, Орландо ушёл в отставку после провала переговоров о присоединении к Италии Фиуме и был в декабре того же года избран председателем Палаты депутатов, занимая этот пост в течение полугода. В 1922 году Орландо поддержал приход к власти Муссолини, однако после убийства социалиста Джакомо Маттеотти, происшедшего в 1924 году, осудил фашистов и в 1925 году оставил депутатское кресло, хотя после вторжения Италии в Эфиопию в 1935 году вновь высказал действиям Муссолини поддержку.
После освобождения Италии в 1944 году Орландо возглавил партию Консервативный демократический союз и был вновь избран председателем Палаты депутатов, а в 1946 году оставил этот пост и стал членом Конституционной ассамблеи. В 1948 году Орландо был назначен пожизненным сенатором и баллотировался на пост президента, но проиграл Луиджи Эйнауди.
Витторио Орландо был также автором различных юридических трудов.
- La riforma elettorale, 1883